# Porphyrinia candidana
Porphyrinia candidana là một loài bướm đêm trong họ Noctuidae.